# Dipoenata cana
Dipoenata cana là một loài nhện trong họ Theridiidae.
Loài này thuộc chi Dipoenata. Dipoenata cana được miêu tả năm 1996 bởi Kritscher.